# Nikola Vlašić
Nikola Vlašić (IPA: [nǐkola ʋlâʃitɕ]; Spalato, 4 ottobre 1997) è un calciatore croato, centrocampista o attaccante del Torino, del quale è vice capitano, e della nazionale croata.
Nel 2014 viene inserito dal The Guardian tra i migliori 40 giocatori del mondo classe 1997 mentre, nel 2019, viene indicato dalla UEFA come uno dei 50 giovani più promettenti per la stagione 2019-2020.

## Biografia
È l'ultimo figlio del decatleta Joško Vlašić, nonché il fratello minore dell'atleta Blanka Vlašić, campionessa mondiale di salto in alto nel 2007 e nel 2009.

## Caratteristiche tecniche
Vlašić è un trequartista in grado di giocare anche da ala su entrambi i lati, seconda punta a supporto di un centravanti o da falso nove e in possesso di ottime qualità tecniche; agile nei movimenti, freddo sotto rete e preciso sui calci piazzati, è incline a servire assist per i compagni; Il baricentro basso e una notevole forza negli arti inferiori lo facilitano nello scontro fisico e perciò nella fase difensiva. Destro naturale, è tuttavia in grado di calciare con entrambi i piedi.

## Carriera

### Club

#### Hajduk Spalato
Muove i suoi primi passi nel settore giovanile dell'Hajduk Spalato. Esordisce in prima squadra il 17 luglio 2014 da titolare contro il Dundalk, incontro valido per l'accesso alla fase finale di UEFA Europa League, segnando la rete che fissa il punteggio sul risultato di 0-2 in favore degli ospiti, diventando nell'occasione - all'età di 16 anni, 9 mesi e 2 giorni - il più giovane marcatore di sempre degli spalatini nelle competizioni europee, superando il precedente primato appartenuto a Mario Tičinović. Nel 2016 l'allora allenatore dei Bijeli Marijan Pušnik gli concede la fascia da capitano diventando, a 18 anni, il più giovane capitano della storia dell'Hajduk Spalato.
L'8 aprile 2017 contro lo Slaven Belupo raggiunge quota 100 presenze con la squadra spalatina.

#### Everton
Il 31 agosto 2017 passa all'Everton in cambio di circa 10 milioni di sterline, legandosi ai Toffees per cinque stagioni. Esordisce in Premier League il 9 settembre contro il Tottenham, subentrando al 35' della ripresa al posto di Idrissa Gueye. Il 28 settembre seguente, realizza la sua prima rete contro il Apollōn Limassol in Europa League League. Complice il poco spazio datogli prima da Ronald Koeman e poi da Sam Allardyce, conclude la sua unica stagione con il club inglese con 19 presenze e 2 marcature.

#### CSKA Mosca

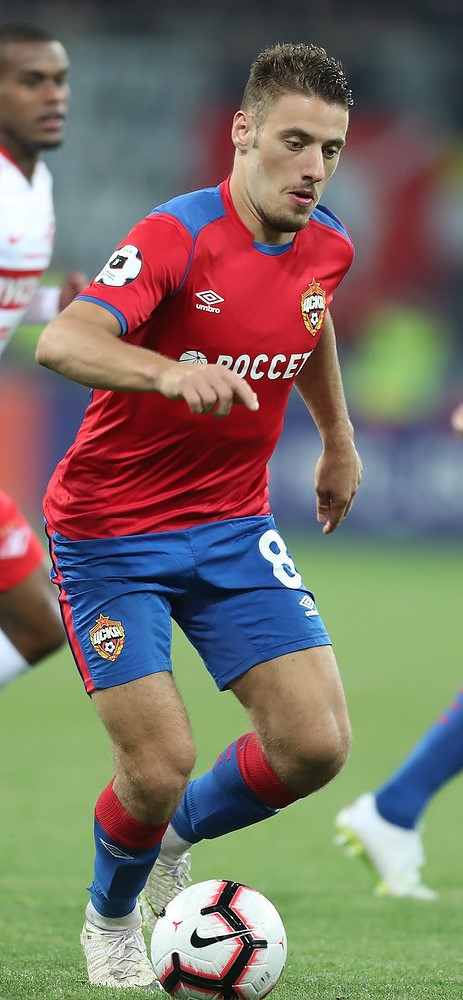
Vlašić in azione con la maglia del nel 2018.

Il 15 agosto 2018 viene prestato al CSKA Mosca. Il 2 ottobre 2018 segna il gol del 1-0 in Champions League contro il Real Madrid, risultato che rimarrà immutato per tutti i 90 minuti. Al contempo ha realizzato la rete più veloce nella storia dei moscoviti nelle coppe europee. Dopo un'ottima annata, la società moscovita lo riscatta per 16 milioni di euro con contratto quinquennale.
Nel 2019-2020 e nel 2020-2021 è stato il migliore marcatore stagionale del club.

#### West Ham
Il 31 agosto 2021 firma un contratto quinquennale con il West Ham Utd. Segna il suo primo gol con il club firmando la rete del 4-1 nel successo ottenuto contro il Watford.

#### Torino
L'11 agosto 2022, dopo una sola stagione con i londinesi, Vlašić approda al Torino in prestito con diritto di riscatto fissato a 15 milioni. Due giorni dopo esordisce con i granata e nella massima serie nella partita in casa del Monza, vinta per 2-1, mentre il 27 agosto segna la sua prima rete aprendo il successo in casa della Cremonese, seppur favorito da una deviazione di Matteo Bianchetti. 
Termina l'annata con 5 gol e 8 assist, contribuendo in modo cruciale alla buona stagione dei Granata.
Nonostante la sua prima buona stagione in Italia, il club granata non riscatta il croato per provare a comprarlo ad una cifra più bassa rispetto ai 15 milioni pattuiti per il riscatto immediato. Dopo una lunga trattativa, l’8 agosto 2023 Vlašić, che aveva esplicitamente espresso la sua preferenza per il club granata, fa ritorno alla corte di Juric, a titolo definitivo, per una cifra che si aggira sui 10 milioni + 2 di bonus.
Vlašić nella sua seconda stagione in granata segna 3 gol contro Sassuolo, Napoli e Udinese.
Trova il primo goal della sua terza stagione in granata dal dischetto contro l’Inter. 
Il 5 gennaio 2025, nel match della 19ª giornata di campionato contro il Parma, indossa per la prima volta la fascia di capitano dei sabaudi, complice la sostituzione del compagno di squadra Samuele Ricci. Sei giorni più tardi, nel derby contro la Juventus, torna a segnare in casa dopo più di un anno, rendendosi decisivo per l'1-1 finale con un gran gol nel primo tempo.Trova anche il gol nella sconfitta, per 3-2, contro il Bologna ,nella vittoria casalinga, per 1-0, contro l’Empoli e nel pareggio interno 1-1 contro il Venezia.

### Nazionale
Esordisce in nazionale il 27 maggio 2017 contro il Messico, venendo schierato titolare. Esce al 90' sostituito da Mato Miloš. In precedenza aveva disputati vari incontri con le selezioni giovanili.
Dopo non essere stato convocato per i Mondiali 2018, nel 2019, complice le sue prestazioni al CSKA diventa un punto stabile della selezione croata, con cui segna la sua prima rete il 6 settembre 2019 nel successo per 0-4 in casa della Slovacchia. Convocato per Euro 2020, va a segno nel successo per 3-1 contro la Scozia che consente ai croati di qualificarsi agli ottavi, viene inoltre nominato uomo partita. Il 7 settembre 2021 sigla al Poljud di Spalato la rete del definitivo 3-0 ai danni della Slovenia.
Il 9 novembre del 2022, viene inserito dal CT Zlatko Dalić nella lista dei convocati per i Mondiali di calcio in Qatar, dove vince il bronzo, nella partita con il Giappone pareggiando per 1-1 la Croazia vince ai rigori per 3-1, Vlašić è uno dei giocatore che segna dal dischetto.

## Statistiche

### Presenze e reti nei club
Statistiche aggiornate al 18 agosto 2025.
| Stagione              | Squadra               | Campionato            | Campionato | Campionato | Coppe nazionali | Coppe nazionali | Coppe nazionali | Coppe continentali | Coppe continentali | Coppe continentali | Altre coppe | Altre coppe | Altre coppe | Totale | Totale |
| Stagione              | Squadra               | Comp                  | Pres       | Reti       | Comp            | Pres            | Reti            | Comp               | Pres               | Reti               | Comp        | Pres        | Reti        | Pres   | Reti   |
| --------------------- | --------------------- | --------------------- | ---------- | ---------- | --------------- | --------------- | --------------- | ------------------ | ------------------ | ------------------ | ----------- | ----------- | ----------- | ------ | ------ |
| 2014-2015             | Hajduk Spalato        | 1.HNL                 | 27         | 3          | CC              | 5               | 0               | UEL                | 5                  | 1                  | -           | -           | -           | 37     | 4      |
| 2015-2016             | Hajduk Spalato        | 1.HNL                 | 23         | 1          | CC              | 3               | 0               | UEL                | 8                  | 1                  | -           | -           | -           | 34     | 2      |
| 2016-2017             | Hajduk Spalato        | 1.HNL                 | 30         | 4          | CC              | 1               | 0               | UEL                | 6                  | 0                  | -           | -           | -           | 37     | 4      |
| lug.-ago. 2017        | Hajduk Spalato        | 1.HNL                 | 6          | 3          | CC              | 0               | 0               | UEL                | 6                  | 0                  | -           | -           | -           | 12     | 3      |
| Totale Hajduk Spalato | Totale Hajduk Spalato | Totale Hajduk Spalato | 86         | 11         |                 | 9               | 0               |                    | 25                 | 2                  |             | -           | -           | 120    | 13     |
| set. 2017-2018        | Everton               | PL                    | 12         | 0          | FACup+CdL       | 0+1             | 0               | UEL                | 6                  | 2                  | -           | -           | -           | 19     | 2      |
| 2018-2019             | CSKA Mosca            | PL                    | 25         | 5          | KR              | 0               | 0               | UCL                | 6                  | 3                  | SR          | 0           | 0           | 31     | 8      |
| 2019-2020             | CSKA Mosca            | PL                    | 30         | 12         | KR              | 2               | 0               | UEL                | 6                  | 1                  | -           | -           | -           | 38     | 13     |
| 2020-2021             | CSKA Mosca            | PL                    | 26         | 11         | KR              | 3               | 1               | UEL                | 5                  | 0                  | -           | -           | -           | 34     | 12     |
| lug.-ago. 2021        | CSKA Mosca            | PL                    | 5          | 0          | KR              | 0               | 0               | -                  | -                  | -                  | -           | -           | -           | 5      | 0      |
| Totale CSKA Mosca     | Totale CSKA Mosca     | Totale CSKA Mosca     | 86         | 28         |                 | 5               | 1               |                    | 17                 | 4                  |             | -           | -           | 108    | 33     |
| set. 2021-2022        | West Ham Utd          | PL                    | 19         | 1          | FACup+CdL       | 3+3             | 0               | UEL                | 6                  | 0                  | -           | -           | -           | 31     | 1      |
| 2022-2023             | Torino                | A                     | 34         | 5          | CI              | 3               | 0               | -                  | -                  | -                  | -           | -           | -           | 37     | 5      |
| 2023-2024             | Torino                | A                     | 33         | 3          | CI              | 2               | 0               | -                  | -                  | -                  | -           | -           | -           | 35     | 3      |
| 2024-2025             | Torino                | A                     | 30         | 5          | CI              | -               | -               | -                  | -                  | -                  | -           | -           | -           | 30     | 5      |
| 2025-2026             | Torino                | A                     | 0          | 0          | CI              | 1               | 1               | -                  | -                  | -                  | -           | -           | -           | 1      | 1      |
| Totale Torino         | Totale Torino         | Totale Torino         | 97         | 13         |                 | 6               | 1               |                    | -                  | -                  |             | -           | -           | 103    | 14     |
| Totale carriera       | Totale carriera       | Totale carriera       | 300        | 53         |                 | 27              | 2               |                    | 54                 | 8                  |             | 0           | 0           | 381    | 63     |

### Cronologia presenze e reti in nazionale
| Cronologia completa delle presenze e delle reti in nazionale ― Croazia | Cronologia completa delle presenze e delle reti in nazionale ― Croazia | Cronologia completa delle presenze e delle reti in nazionale ― Croazia | Cronologia completa delle presenze e delle reti in nazionale ― Croazia | Cronologia completa delle presenze e delle reti in nazionale ― Croazia | Cronologia completa delle presenze e delle reti in nazionale ― Croazia | Cronologia completa delle presenze e delle reti in nazionale ― Croazia | Cronologia completa delle presenze e delle reti in nazionale ― Croazia |
| Data                                                                   | Città                                                                  | In casa                                                                | Risultato                                                              | Ospiti                                                                 | Competizione                                                           | Reti                                                                   | Note                                                                   |
| ---------------------------------------------------------------------- | ---------------------------------------------------------------------- | ---------------------------------------------------------------------- | ---------------------------------------------------------------------- | ---------------------------------------------------------------------- | ---------------------------------------------------------------------- | ---------------------------------------------------------------------- | ---------------------------------------------------------------------- |
| 27-5-2017                                                              | Los Angeles                                                            | Messico                                                                | 1 – 2                                                                  | Croazia                                                                | Amichevole                                                             | -                                                                      | 90’                                                                    |
| 9-11-2017                                                              | Zagabria                                                               | Croazia                                                                | 4 – 1                                                                  | Grecia                                                                 | Qual. Mondiali 2018                                                    | -                                                                      | 83’                                                                    |
| 15-11-2018                                                             | Zagabria                                                               | Croazia                                                                | 3 – 2                                                                  | Spagna                                                                 | UEFA Nations League 2018-2019 - 1º turno                               | -                                                                      | 68’                                                                    |
| 18-11-2018                                                             | Londra                                                                 | Inghilterra                                                            | 2 – 1                                                                  | Croazia                                                                | UEFA Nations League 2018-2019 - 1º turno                               | -                                                                      | 79’                                                                    |
| 21-3-2019                                                              | Zagabria                                                               | Croazia                                                                | 2 – 1                                                                  | Azerbaigian                                                            | Amichevole                                                             | -                                                                      | 73’                                                                    |
| 6-9-2019                                                               | Bratislava                                                             | Slovacchia                                                             | 0 – 4                                                                  | Croazia                                                                | Qual. Euro 2020                                                        | 1                                                                      | 82’                                                                    |
| 9-9-2019                                                               | Baku                                                                   | Azerbaigian                                                            | 1 – 1                                                                  | Croazia                                                                | Qual. Euro 2020                                                        | -                                                                      |                                                                        |
| 10-10-2019                                                             | Spalato                                                                | Croazia                                                                | 3 – 0                                                                  | Ungheria                                                               | Qual. Euro 2020                                                        | -                                                                      | 74’                                                                    |
| 13-10-2019                                                             | Cardiff                                                                | Galles                                                                 | 1 – 1                                                                  | Croazia                                                                | Qual. Euro 2020                                                        | 1                                                                      |                                                                        |
| 16-11-2019                                                             | Fiume                                                                  | Croazia                                                                | 3 – 1                                                                  | Slovacchia                                                             | Qual. Euro 2020                                                        | 1                                                                      | 75’                                                                    |
| 19-11-2019                                                             | Pola                                                                   | Croazia                                                                | 2 – 1                                                                  | Georgia                                                                | Amichevole                                                             | -                                                                      | 65’                                                                    |
| 5-9-2020                                                               | Porto                                                                  | Portogallo                                                             | 4 – 1                                                                  | Croazia                                                                | UEFA Nations League 2020-2021 - 1º turno                               | -                                                                      |                                                                        |
| 8-9-2020                                                               | Saint-Denis                                                            | Francia                                                                | 4 – 2                                                                  | Croazia                                                                | UEFA Nations League 2020-2021 - 1º turno                               | -                                                                      |                                                                        |
| 11-10-2020                                                             | Zagabria                                                               | Croazia                                                                | 2 – 1                                                                  | Svezia                                                                 | UEFA Nations League 2020-2021 - 1º turno                               | 1                                                                      |                                                                        |
| 14-10-2020                                                             | Zagabria                                                               | Croazia                                                                | 1 – 2                                                                  | Francia                                                                | UEFA Nations League 2020-2021 - 1º turno                               | 1                                                                      | 5’ 80’                                                                 |
| 14-11-2020                                                             | Solna                                                                  | Svezia                                                                 | 2 – 1                                                                  | Croazia                                                                | UEFA Nations League 2020-2021 - 1º turno                               | -                                                                      |                                                                        |
| 17-11-2020                                                             | Spalato                                                                | Croazia                                                                | 2 – 3                                                                  | Portogallo                                                             | UEFA Nations League 2020-2021 - 1º turno                               | -                                                                      | 83’                                                                    |
| 24-3-2021                                                              | Lubiana                                                                | Slovenia                                                               | 1 – 0                                                                  | Croazia                                                                | Qual. Mondiali 2022                                                    | -                                                                      | 69’                                                                    |
| 27-3-2021                                                              | Fiume                                                                  | Croazia                                                                | 1 – 0                                                                  | Cipro                                                                  | Qual. Mondiali 2022                                                    | -                                                                      | 66’                                                                    |
| 30-3-2021                                                              | Fiume                                                                  | Croazia                                                                | 3 – 0                                                                  | Malta                                                                  | Qual. Mondiali 2022                                                    | -                                                                      | 90+2’                                                                  |
| 1-6-2021                                                               | Velika Gorica                                                          | Croazia                                                                | 1 – 1                                                                  | Armenia                                                                | Amichevole                                                             | -                                                                      | 46’                                                                    |
| 6-6-2021                                                               | Bruxelles                                                              | Belgio                                                                 | 1 – 0                                                                  | Croazia                                                                | Amichevole                                                             | -                                                                      | 62’                                                                    |
| 13-6-2021                                                              | Londra                                                                 | Inghilterra                                                            | 1 – 0                                                                  | Croazia                                                                | Euro 2020 - 1º turno                                                   | -                                                                      | 70’                                                                    |
| 18-6-2021                                                              | Glasgow                                                                | Croazia                                                                | 1 – 1                                                                  | Rep. Ceca                                                              | Euro 2020 - 1º turno                                                   | -                                                                      | 62’                                                                    |
| 22-6-2021                                                              | Glasgow                                                                | Croazia                                                                | 3 – 1                                                                  | Scozia                                                                 | Euro 2020 - 1º turno                                                   | 1                                                                      | 76’                                                                    |
| 28-6-2021                                                              | Copenaghen                                                             | Croazia                                                                | 3 – 5 dts                                                              | Spagna                                                                 | Euro 2020 - Ottavi di finale                                           | -                                                                      | 79’                                                                    |
| 1-9-2021                                                               | Mosca                                                                  | Russia                                                                 | 0 – 0                                                                  | Croazia                                                                | Qual. Mondiali 2022                                                    | -                                                                      |                                                                        |
| 4-9-2021                                                               | Bratislava                                                             | Slovacchia                                                             | 0 – 1                                                                  | Croazia                                                                | Qual. Mondiali 2022                                                    | -                                                                      | 55’                                                                    |
| 7-9-2021                                                               | Spalato                                                                | Croazia                                                                | 3 – 0                                                                  | Slovenia                                                               | Qual. Mondiali 2022                                                    | 1                                                                      | 58’                                                                    |
| 8-10-2021                                                              | Larnaca                                                                | Cipro                                                                  | 0 – 3                                                                  | Croazia                                                                | Qual. Mondiali 2022                                                    | -                                                                      | 69’                                                                    |
| 11-10-2021                                                             | Osijek                                                                 | Croazia                                                                | 2 – 2                                                                  | Slovacchia                                                             | Qual. Mondiali 2022                                                    | -                                                                      | 46’                                                                    |
| 11-11-2021                                                             | Ta' Qali                                                               | Malta                                                                  | 1 – 7                                                                  | Croazia                                                                | Qual. Mondiali 2022                                                    | -                                                                      | 54’                                                                    |
| 14-11-2021                                                             | Spalato                                                                | Croazia                                                                | 1 – 0                                                                  | Russia                                                                 | Qual. Mondiali 2022                                                    | -                                                                      | 58’                                                                    |
| 26-3-2022                                                              | Al Rayyan                                                              | Croazia                                                                | 1 – 1                                                                  | Slovenia                                                               | Amichevole                                                             | -                                                                      | 73’                                                                    |
| 29-3-2022                                                              | Al Rayyan                                                              | Croazia                                                                | 2 – 1                                                                  | Bulgaria                                                               | Amichevole                                                             | -                                                                      | 61’                                                                    |
| 3-6-2022                                                               | Osijek                                                                 | Croazia                                                                | 0 – 3                                                                  | Austria                                                                | UEFA Nations League 2022-2023 - 1º turno                               | -                                                                      | 58’                                                                    |
| 6-6-2022                                                               | Spalato                                                                | Croazia                                                                | 1 – 1                                                                  | Francia                                                                | UEFA Nations League 2022-2023 - 1º turno                               | -                                                                      | 79’                                                                    |
| 10-6-2022                                                              | Copenaghen                                                             | Danimarca                                                              | 0 – 1                                                                  | Croazia                                                                | UEFA Nations League 2022-2023 - 1º turno                               | -                                                                      | 58’                                                                    |
| 13-6-2022                                                              | Saint-Denis                                                            | Francia                                                                | 0 – 1                                                                  | Croazia                                                                | UEFA Nations League 2022-2023 - 1º turno                               | -                                                                      | 72’                                                                    |
| 22-9-2022                                                              | Zagabria                                                               | Croazia                                                                | 2 – 1                                                                  | Danimarca                                                              | UEFA Nations League 2022-2023 - 1º turno                               | -                                                                      | 71’                                                                    |
| 25-9-2022                                                              | Vienna                                                                 | Austria                                                                | 1 – 3                                                                  | Croazia                                                                | UEFA Nations League 2022-2023 - 1º turno                               | -                                                                      | 84’                                                                    |
| 16-11-2022                                                             | Riad                                                                   | Arabia Saudita                                                         | 0 – 1                                                                  | Croazia                                                                | Amichevole                                                             | -                                                                      | 46’                                                                    |
| 23-11-2022                                                             | Al Khawr                                                               | Marocco                                                                | 0 – 0                                                                  | Croazia                                                                | Mondiali 2022 - 1º turno                                               | -                                                                      | 46’                                                                    |
| 27-11-2022                                                             | Al Rayyan                                                              | Croazia                                                                | 4 – 1                                                                  | Canada                                                                 | Mondiali 2022 - 1º turno                                               | -                                                                      | 73’                                                                    |
| 5-12-2022                                                              | Al Wakrah                                                              | Giappone                                                               | 1 – 1 dts (1 – 3 dtr)                                                  | Croazia                                                                | Mondiali 2022 - Ottavi di finale                                       | -                                                                      | 99’                                                                    |
| 9-12-2022                                                              | Al Rayyan                                                              | Croazia                                                                | 1 – 1 dts (4 – 2 dtr)                                                  | Brasile                                                                | Mondiali 2022 - Quarti di finale                                       | -                                                                      | 72’                                                                    |
| 13-12-2022                                                             | Lusail                                                                 | Argentina                                                              | 3 – 0                                                                  | Croazia                                                                | Mondiali 2022 - Semifinale                                             | -                                                                      | 46’                                                                    |
| 17-12-2022                                                             | Al Rayyan                                                              | Croazia                                                                | 2 – 1                                                                  | Marocco                                                                | Mondiali 2022 - Finale 3º posto                                        | -                                                                      | 61’                                                                    |
| 25-3-2023                                                              | Spalato                                                                | Croazia                                                                | 1 – 1                                                                  | Galles                                                                 | Qual. Euro 2024                                                        | -                                                                      | 74’                                                                    |
| 14-6-2023                                                              | Rotterdam                                                              | Paesi Bassi                                                            | 2 – 4 dts                                                              | Croazia                                                                | UEFA Nations League 2022-2023 - Semifinale                             | -                                                                      | 79’                                                                    |
| 18-6-2023                                                              | Rotterdam                                                              | Croazia                                                                | 0 – 0 dts (4 – 5 dtr)                                                  | Spagna                                                                 | UEFA Nations League 2022-2023 - Finale                                 | -                                                                      | 78’                                                                    |
| 8-9-2023                                                               | Fiume                                                                  | Croazia                                                                | 5 – 0                                                                  | Lettonia                                                               | Qual. Euro 2024                                                        | -                                                                      | 60’                                                                    |
| 12-10-2023                                                             | Osijek                                                                 | Croazia                                                                | 0 – 1                                                                  | Turchia                                                                | Qual. Euro 2024                                                        | -                                                                      | 62’                                                                    |
| 23-3-2024                                                              | Il Cairo                                                               | Tunisia                                                                | 0 – 0 (4 – 5 dtr)                                                      | Croazia                                                                | Amichevole                                                             | -                                                                      | 59’                                                                    |
| 26-3-2024                                                              | Il Cairo                                                               | Egitto                                                                 | 2 – 4                                                                  | Croazia                                                                | Amichevole                                                             | 1                                                                      | 67’                                                                    |
| 8-6-2024                                                               | Oeiras                                                                 | Portogallo                                                             | 1 – 2                                                                  | Croazia                                                                | Amichevole                                                             | -                                                                      | 75’                                                                    |
| 15-11-2024                                                             | Glasgow                                                                | Scozia                                                                 | 1 – 0                                                                  | Croazia                                                                | UEFA Nations League 2024-2025 - 1º turno                               | -                                                                      | 75’                                                                    |
| 20-3-2025                                                              | Spalato                                                                | Croazia                                                                | 2 – 0                                                                  | Francia                                                                | UEFA Nations League 2024-2025 - Quarti di finale                       | -                                                                      | 70’                                                                    |
| Totale                                                                 |                                                                        | Presenze                                                               | 58                                                                     |                                                                        | Reti                                                                   | 8                                                                      |                                                                        |

| Cronologia completa delle presenze e delle reti in nazionale ― Croazia under 21 | Cronologia completa delle presenze e delle reti in nazionale ― Croazia under 21 | Cronologia completa delle presenze e delle reti in nazionale ― Croazia under 21 | Cronologia completa delle presenze e delle reti in nazionale ― Croazia under 21 | Cronologia completa delle presenze e delle reti in nazionale ― Croazia under 21 | Cronologia completa delle presenze e delle reti in nazionale ― Croazia under 21 | Cronologia completa delle presenze e delle reti in nazionale ― Croazia under 21 | Cronologia completa delle presenze e delle reti in nazionale ― Croazia under 21 |
| Data                                                                            | Città                                                                           | In casa                                                                         | Risultato                                                                       | Ospiti                                                                          | Competizione                                                                    | Reti                                                                            | Note                                                                            |
| ------------------------------------------------------------------------------- | ------------------------------------------------------------------------------- | ------------------------------------------------------------------------------- | ------------------------------------------------------------------------------- | ------------------------------------------------------------------------------- | ------------------------------------------------------------------------------- | ------------------------------------------------------------------------------- | ------------------------------------------------------------------------------- |
| 3-9-2015                                                                        | Koprivnica                                                                      | Croazia under 21                                                                | 1 – 0                                                                           | Georgia under 21                                                                | Qual. Europeo Under-21 2017                                                     | -                                                                               | 65’                                                                             |
| 7-9-2015                                                                        | Tartu                                                                           | Estonia under 21                                                                | 0 – 4                                                                           | Croazia under 21                                                                | Qual. Europeo Under-21 2017                                                     | -                                                                               | 86’                                                                             |
| 11-11-2015                                                                      | Sebenico                                                                        | Croazia under 21                                                                | 4 – 0                                                                           | San Marino under 21                                                             | Qual. Europeo Under-21 2017                                                     | -                                                                               |                                                                                 |
| 17-11-2015                                                                      | Fiume                                                                           | Croazia under 21                                                                | 2 – 3                                                                           | Spagna under 21                                                                 | Qual. Europeo Under-21 2017                                                     | -                                                                               | 24’                                                                             |
| 1-9-2016                                                                        | Koprivnica                                                                      | Croazia under 21                                                                | 1 – 1                                                                           | Svezia under 21                                                                 | Qual. Europeo Under-21 2017                                                     | -                                                                               |                                                                                 |
| 6-9-2016                                                                        | Zestaponi                                                                       | Georgia under 21                                                                | 2 – 2                                                                           | Croazia under 21                                                                | Qual. Europeo Under-21 2017                                                     | -                                                                               |                                                                                 |
| 10-10-2016                                                                      | Trelleborg                                                                      | Svezia under 21                                                                 | 4 – 2                                                                           | Croazia under 21                                                                | Qual. Europeo Under-21 2017                                                     | -                                                                               | 60’                                                                             |
| 23-3-2017                                                                       | Nedelišće                                                                       | Croazia under 21                                                                | 3 – 0                                                                           | Slovenia under 21                                                               | Amichevole                                                                      | -                                                                               |                                                                                 |
| 5-10-2017                                                                       | Varaždin                                                                        | Croazia under 21                                                                | 2 – 1                                                                           | Bielorussia under 21                                                            | Qual. Europeo Under-21 2019                                                     | -                                                                               | 77’                                                                             |
| 9-10-2017                                                                       | Varaždin                                                                        | Croazia under 21                                                                | 5 – 1                                                                           | Rep. Ceca under 21                                                              | Qual. Europeo Under-21 2019                                                     | 2                                                                               |                                                                                 |
| 23-3-2018                                                                       | Opava                                                                           | Rep. Ceca under 21                                                              | 2 – 1                                                                           | Croazia under 21                                                                | Qual. Europeo Under-21 2019                                                     | -                                                                               | 83’                                                                             |
| 27-3-2018                                                                       | Velika Gorica                                                                   | Croazia under 21                                                                | 4 – 0                                                                           | Moldavia under 21                                                               | Qual. Europeo Under-21 2019                                                     | 2                                                                               |                                                                                 |
| 10-9-2018                                                                       | Hrodna                                                                          | Bielorussia under 21                                                            | 0 – 4                                                                           | Moldavia under 21                                                               | Qual. Europeo Under-21 2019                                                     | -                                                                               |                                                                                 |
| 12-10-2018                                                                      | Pola                                                                            | Croazia under 21                                                                | 2 – 0                                                                           | Grecia under 21                                                                 | Qual. Europeo Under-21 2019                                                     | -                                                                               |                                                                                 |
| 15-10-2018                                                                      | Serravalle                                                                      | San Marino under 21                                                             | 0 – 4                                                                           | Croazia under 21                                                                | Qual. Europeo Under-21 2019                                                     | 1                                                                               | 64’                                                                             |
| 12-6-2019                                                                       | Pola                                                                            | Croazia under 21                                                                | 1 – 0                                                                           | Danimarca under 21                                                              | Amichevole                                                                      | -                                                                               | 43’                                                                             |
| 18-6-2019                                                                       | Serravalle                                                                      | Romania under 21                                                                | 4 – 1                                                                           | Croazia under 21                                                                | Europeo Under-21 2019 - 1º turno                                                | 1                                                                               |                                                                                 |
| 21-6-2019                                                                       | Serravalle                                                                      | Francia under 21                                                                | 1 – 0                                                                           | Croazia under 21                                                                | Europeo Under-21 2019 - 1º turno                                                | -                                                                               |                                                                                 |
| 24-6-2019                                                                       | Serravalle                                                                      | Croazia under 21                                                                | 3 – 3                                                                           | Inghilterra under 21                                                            | Europeo Under-21 2019 - 1º turno                                                | 1                                                                               | 66’                                                                             |
| Totale                                                                          |                                                                                 | Presenze                                                                        | 19                                                                              |                                                                                 | Reti                                                                            | 7                                                                               |                                                                                 |

| Cronologia completa delle presenze e delle reti in nazionale ― Croazia under 19 | Cronologia completa delle presenze e delle reti in nazionale ― Croazia under 19 | Cronologia completa delle presenze e delle reti in nazionale ― Croazia under 19 | Cronologia completa delle presenze e delle reti in nazionale ― Croazia under 19 | Cronologia completa delle presenze e delle reti in nazionale ― Croazia under 19 | Cronologia completa delle presenze e delle reti in nazionale ― Croazia under 19 | Cronologia completa delle presenze e delle reti in nazionale ― Croazia under 19 | Cronologia completa delle presenze e delle reti in nazionale ― Croazia under 19 |
| Data                                                                            | Città                                                                           | In casa                                                                         | Risultato                                                                       | Ospiti                                                                          | Competizione                                                                    | Reti                                                                            | Note                                                                            |
| ------------------------------------------------------------------------------- | ------------------------------------------------------------------------------- | ------------------------------------------------------------------------------- | ------------------------------------------------------------------------------- | ------------------------------------------------------------------------------- | ------------------------------------------------------------------------------- | ------------------------------------------------------------------------------- | ------------------------------------------------------------------------------- |
| 26-3-2015                                                                       | Enzesfeld-Lindabrunn                                                            | Italia under 19                                                                 | 2 – 2                                                                           | Croazia under 19                                                                | Qual. Europeo Under-19 2015                                                     | -                                                                               |                                                                                 |
| 28-3-2015                                                                       | Enzesfeld-Lindabrunn                                                            | Croazia under 19                                                                | 0 – 2                                                                           | Austria under 19                                                                | Qual. Europeo Under-19 2015                                                     | -                                                                               | 64’                                                                             |
| 31-3-2015                                                                       | Enzesfeld-Lindabrunn                                                            | Scozia under 19                                                                 | 1 – 1                                                                           | Croazia under 19                                                                | Qual. Europeo Under-19 2015                                                     | -                                                                               |                                                                                 |
| Totale                                                                          |                                                                                 | Presenze                                                                        | 3                                                                               |                                                                                 | Reti                                                                            | 0                                                                               |                                                                                 |

## Palmarès

### Competizioni giovanili
- Kup Hrvatske u nogometu za juniore: 1

Hajduk Spalato: 2013-2014